# Petter-James Barron
Petter-James Barron (ur. 31 grudnia 1989 w Aberdeen) – irlandzki biegacz narciarski, uczestnik Zimowych Igrzysk Olimpijskich 2010 w Vancouver.
Najlepszym wynikiem Barrona na Zimowych Igrzyskach Olimpijskich 2010 w Vancouver jest 91. miejsce w biegu na 15 km.
Barron dwa razy brał udział w mistrzostwach świata. Jego najlepszym wynikiem na zawodach tej rangi jest 104. miejsce w biegu na 15 km osiągnięte podczas Mistrzostw Świata 2011 w norweskim Oslo.

## Osiągnięcia

### Igrzyska olimpijskie
| Miejsce | Dzień     | Rok  | Miejscowość | Konkurencja           | Czas biegu  | Strata       | Zwycięzca     |
| ------- | --------- | ---- | ----------- | --------------------- | ----------- | ------------ | ------------- |
| 91.     | 15 lutego | 2010 | Vancouver   | 15 km stylem dowolnym | 33:36,3 min | +10:14.1 min | Dario Cologna |

### Mistrzostwa świata
| Miejsce | Dzień     | Rok  | Miejscowość | Konkurencja            | Czas biegu | Strata | Zwycięzca           |
| ------- | --------- | ---- | ----------- | ---------------------- | ---------- | ------ | ------------------- |
| 106.    | 24 lutego | 2009 | Liberec     | Sprint stylem dowolnym | —          | —      | Ola Vigen Hattestad |
| 105.    | 24 lutego | 2011 | Oslo        | Sprint stylem dowolnym | —          | —      | Marcus Hellner      |

### Mistrzostwa świata juniorów
| Miejsce | Dzień     | Rok  | Miejscowość           | Konkurencja                          | Czas biegu  | Strata       | Zwyciężczyni        |
| ------- | --------- | ---- | --------------------- | ------------------------------------ | ----------- | ------------ | ------------------- |
| 93.     | 23 lutego | 2008 | Malles Venosta        | Sprint stylem dowolnym               | —           | —            | Calle Halfvarsson   |
| DNF.    | 27 lutego | 2008 | Malles Venosta        | 20 km stylem dowolnym (start masowy) | 48:29,6 min | nie ukończył | Philipp Marschall   |
| 82.     | 1 lutego  | 2009 | Praz de Lys - Sommand | Sprint stylem klasycznym             | —           | —            | Aleksandr Panżynski |
| DNF.    | 5 lutego  | 2009 | Praz de Lys - Sommand | 10 km stylem dowolnym                | 23:53.6 min | nie ukończył | Piotr Siedow        |

### Mistrzostwa świata młodzieżowców
| Miejsce | Dzień       | Rok  | Miejscowość  | Konkurs                 | Wynik       | Strata      | Zwycięzca           |
| ------- | ----------- | ---- | ------------ | ----------------------- | ----------- | ----------- | ------------------- |
| 59.     | 26 stycznia | 2010 | Hinterzarten | Sprint stylem dowolnym  | —           | —           | Ole-Marius Bach     |
| 64.     | 28 stycznia | 2010 | Hinterzarten | 15 km stylem klasycznym | 37:50.0 min | +9:42.8 min | Władisław Skobielew |

### Uniwersjada
| Miejsce | Dzień       | Rok  | Miejscowość | Konkurencja             | Czas biegu  | Strata          | Zwycięzca           |
| ------- | ----------- | ---- | ----------- | ----------------------- | ----------- | --------------- | ------------------- |
| DNF.    | 28 stycznia | 2011 | Erzurum     | 10 km stylem klasycznym | 38:42.1 min | nie ukończył    | Władysław Skobielew |
| 55.     | 29 stycznia | 2011 | Erzurum     | Sprint stylem dowolnym  | —           | —               | Radik Gazjew        |
| 47.     | 31 stycznia | 2011 | Erzurum     | 15 km - bieg łączony    | 43:58.7 min | +9:24.4 min     | Władysław Skobielew |
| DNS.    | 5 lutego    | 2011 | Erzurum     | 30 km stylem dowolnym   | 1:17:19.5 h | nie wystartował | Władysław Skobielew |